# Soul Kitchen
«Soul Kitchen» — песня американской рок-группы the Doors с их одноименного дебютного альбома The Doors. Название песни является отсылкой к любимому кафе группы — Olivia’s, где Джим Моррисон часто зависал на долгое время, так как это место напоминало ему о доме. Из-за того, что он оставался допоздна, сотрудники часто выгоняли его из заведения, отсюда и строки: «позволь мне поспать всю ночь, на твоей душевной кухне».
Обращаясь к музыкальному критику Грейл Маркус, «Soul Kitchen» это версия Doors' на песню Вана Моррисона «Gloria», песня, которую the Doors часто исполняли в свои ранние годы. Маркус пишет: «It was a staircase-not, as with „Gloria“ in imagery, but in the cadence the two songs shared, slowed down so strongly in „Soul Kitchen“ that a sense of deliberation, so physical that it was more body than thought, became the guiding spirit of the song». В статье для журнала Crawdaddy! 1967 года, Пол Вилльямс сравнивает песню с песней «Blowin' in the Wind», так как у обеих песен есть посыл, у песни «Soul Kitchen» это «Учись забывать». Он также похвалил песню «The End» и написал, что «эту песню идеально слушать под воздействием наркотиков (или без них), но „Soul Kitchen“ сама по себе является наркотиком, что более грубо и насыщенно».
В рецензии журнала AllMusic, Ричи Утенберг похвалил песню и назвал её «stomping rock».
Как и многие другие песни the Doors, она появляется в фильме «Форрест Гамп». Она также появляется в документальном фильме 2003 года Мэр Сансет Стрип.
Обращаясь к нотам опубликованными на сайте Musicnotes.com, который принадлежит Sony/ATV Music Publishing, песня написана в тональности Ля Мажор с вокальным диапазоном Джима Моррисона от E4 до A5.

## Кавер-версии
- The Knack исполнили эту песню в живую в 1978 году, Рэй Манзарек играл на клавишных. Запись была выпущена бонусным треком на переиздании 2002 года альбома …But The Little Girls Understand[англ.].
- В 1980 году, панк-группа X записала свою кавер версию и выпустила её на своём дебютном альбоме Los Angeles.[7]
- Echo & the Bunnymen также записали кавер-версию и выпустили её бонусным треком на переиздании 2003 года альбома Echo & the Bunnymen.
- Патти Смит записала свою кавер-версию песни для своего альбома Twelve 2007 года.[8]
- Адамски написал версию под названием «Soul Kitsch Inc» для своего альбома 1990 года Doctor Adamski’s Musical Pharmacy.[9]
- Бадди Рич записал кавер-версию для своего живого альбома 1969 года Buddy & Soul[англ.].[10]
- Дэвид Ли Рот записал кавер-версию песни для своего альбома 2003 года Diamond Dave.[11]

## Участники записи
- Джим Моррисон — Вокал
- Робби Кригер — Gibson SG
- Рэй Манзарек — Vox Continental, бэк-вокал, keyboard bass[англ.]
- Джон Денсмор — ударные
- Ларри Нечтел[англ.] — бас-гитара[2]